# شهرستان سیروان (حلبچه)
شهرستان سیروان یک شهرستان در عراق است که در استان حلبچه واقع شده‌است.